# 獳羊肩
獳羊肩（?—?），春秋初期衛國石氏家宰。
前719年，公子州吁杀害卫桓公即位，但是国人不服。他的亲信石厚建议他通过陈桓公朝觐周桓王，取得威信。石厚的父亲石碏，请求陈国逮捕州吁和石厚。陳国于是把二人逮捕送回卫国。九月，卫国派右宰醜在濮殺死州吁，石碏使家宰獳羊肩在陳殺死石厚。石碏被称颂为“大义灭亲”。